# 霍比甘傑縣
霍比甘傑縣是孟加拉國錫爾赫特專區的一個縣，位於該國東北部，南界印度，北界加爾尼河和比比亞納河。面積2,636.58平方公里。2001年人口1,757,665人。
下分八個鄉。